# Neeme Järvi
Neeme Järvi (Tallinn, 7 de junho de 1937) é um maestro estoniano, naturalizado estadunidense.
Järvi estudou música, pela primeira vez em Tallinn, sua cidade natal, e depois em Leningrado com Evgeny Mravinsky entre outros. No começo de sua carreira, ele ocupou cargos na Orquestra Sinfônica de Rádio e Televisão Estoniana, Orquestra Sinfônica Nacional da Estônia e da Ópera da Estônia, em Tallinn. Em 1971 ele ganhou o primeiro prêmio no Concurso Internacional de Condutores da Academia Nacional de Santa Cecília, em Roma. Järvi imigrou para os Estados Unidos em 1980 com sua família. Ele se tornou cidadão estadunidense em 1987.
Em 1982 ele se tornou o maestro principal da Orquestra Sinfônica de Gotemburgo, e ocupou esse cargo durante vinte e dois anos, o maestro a ficar mais tempo à frente dessa orquestra. Durante seu mandato em Gotemburgo o perfil e a reputação da orquestra aumentou fortemente, assim ele ajudou a assegurar patrocínios corporativos, como a Volvo, que permitiu a orquestra aumentar o número de músicos, de oitenta para cento e dez. Järvi ficou na Orquestra até 2004 e agora é o principal Maestro Emérito da orquestra.
Simultaneamente, Järvi foi também o principal maestro da Real Orquestra Nacional Escocesa entre 1984 a 1988. Na ocasião ele refere às suas duas orquestras, que são "Filarmônica de Berlim" e a "Filarmônica de Viena". Com a Real Orquestra Nacional Escocesa ele fez uma série de gravações, com peças de Serguei Prokofiev, Dvorak, Dimitri Shostakovich, Richard Strauss, entre outros.  Järvi é, atualmente, o Maestro laureado da Real Orquestra Nacional Escocesa.
Nos Estados Unidos, Järvi tornou-se o diretor musical da Orquestra Sinfônica de Detroit em 1990, onde atuou até 2005. Atualmente é diretor emérito da orquestra. Em Novembro de 1996, Järvi realizou dois concertos em conjunto com a Orquestra Filarmônica da Filadélfia em Nova Iorque e em Camden, Nova Jersey, para angariar fundos para a Orquestra da Filadélfia que estava tendo uma grave crise. Ele doou seus serviços e não cobrou taxa nenhuma.
Järvi tornou-se diretor musical da Orquestra Sinfônica de Nova Jersey em 2005 com um contrato inicial de três ano. Em 2007, com a renovação dos instrumentos da orquestra, houve na imprensa uma especulação sobre se Järvi iria renovar seu contrato com a orquestra, já que afirmou que a aquisição de novos instrumentos foi um fator importante na sua decisão de aceitar a direção musical a especulação foi maior. Quando questionado sobre a possibilidade de saída, após 2008 ele declarou "É muito possível que eu saia, mas eu não pensei muito nisso ainda". Em outubro de 2007 a orquestra anunciou que Järvi tinha estendido seu contrato até o fim de 2009. Em 2009 Järvi anunciou que tinha aceitado servir como conselheiro artístico da orquestra e foi nomeado regente laureado, após o final do seu contrato como diretor musical.
Järvi é o atual maestro chefe do Het Residentie Orkest of The Hague, desde setembro de 2005 com um contrato inicial de quatro anos. Em fevereiro de 2008 foi anunciado que o contrato de Järvi foi estendido até ao fim de 2011.
A discografia de Järvi inclui mais de 420 gravações com rótulos como BPI, Chandos e Deutsche Gammophone. Ele é mais conhecido por suas gravações românticas e clássicas do século XX e ele tem defendido o trabalho dos seus compatriotas Eduard Tubino e Arvo Pärt (cujo Credo ele estreou em 1968). Suas interpretações de Jean Sibelius com a Orquestra Sinfônica de Gotemburgo também são bem conhecidas. Ele também gravou obras de Tchaikovsky, Rimsky-Korsakov, Ostrovsky, entre outros.
Anualmente acontece o Master Class com Neeme Järvi, o Neeme Järvi Summer Academy, que aconteceu em Pärnu, Estônia até 2008, mas a partir de 2009 começou a acontecer da Academia de Música Estoniana, que foi inaugurada em 2000.
Järvi e sua esposa têm três filhos: Liilia Järvi, o maestro Paavo Järvi (atual maestro da Orquestra Sinfônica de Cincinnati e da Deutsche Kammerphilharmonie) , o maestro Kristjan Järvi e o flautista Maarika Järvi. Atualmente Järvi e sua esposa moram na cidade de Nova Iorque.